# Публий Орфидий Сенецион
Публий Орфидий Сенецион (на латински: Publius Orfidius Senecio) e политик и сенатор на Римската империя през II век.
Произлиза от фамилията Орфидии. От 1 юли 148 г. той е суфектконсул заедно с Луций Целий Фест.